# Anthony Bate
Anthony Bate (31. srpna 1927 Stourbridge, Worcestershire, Anglie – 19. června 2012 Newport, Wight, Anglie) byl britský herec. Hrál například v epizodní role v seriálech The Avengers a Vraždy v Midsomeru. Ve filmech potom A Woman Called Golda (1982) nebo Nikde v Africe (2001).